# Victoria Park (Portsmouth)
Pour les articles homonymes, voir Parc Victoria.
 (juin 2019).

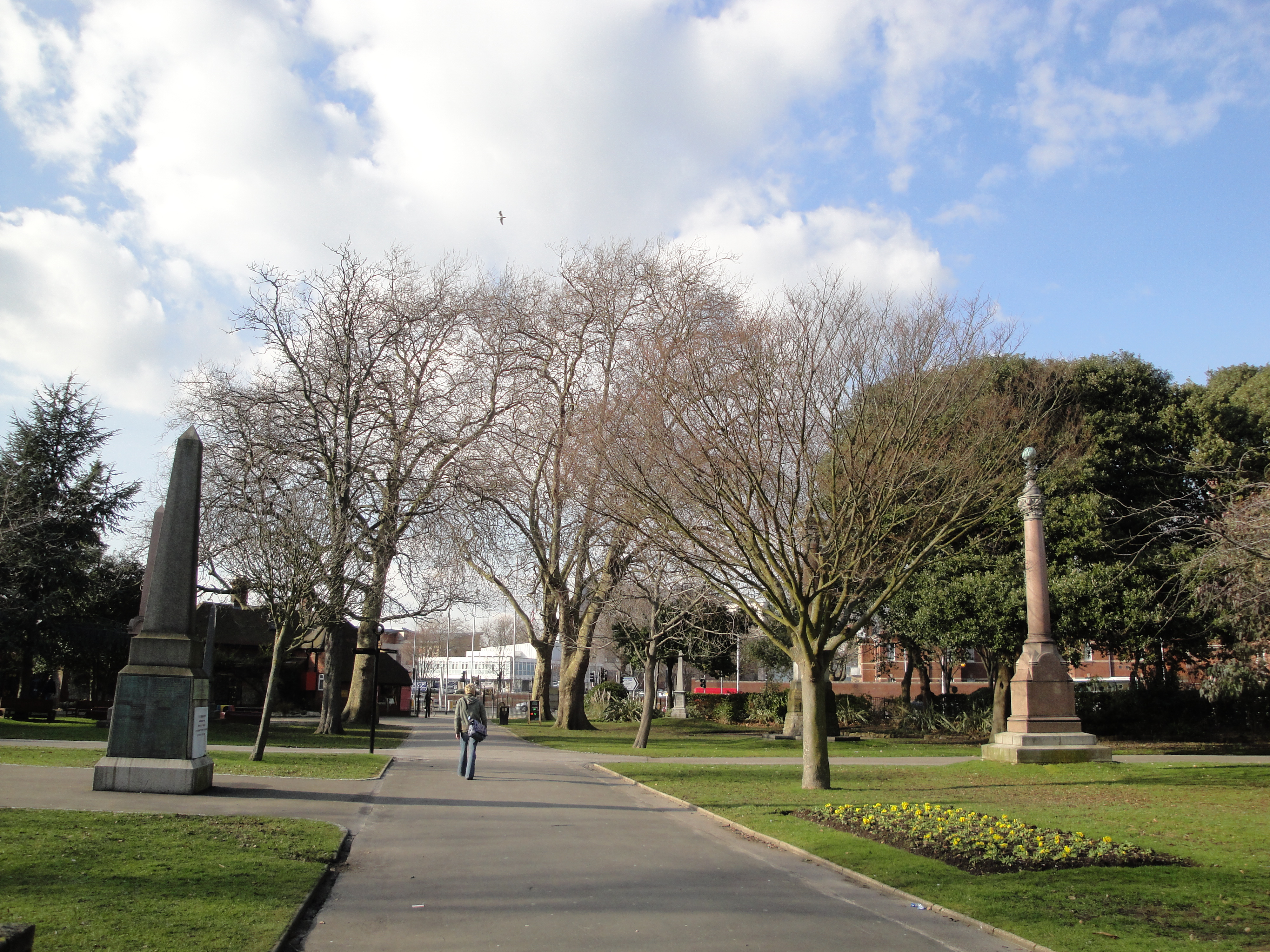
Mémoriaux à l'est du parc.

Victoria Park est un parc public situé juste au nord de Portsmouth Guildhall, à côté de la gare de Portsmouth et de la gare de Southsea et à proximité du centre-ville de Portsmouth, dans le Hampshire.
Il fut officiellement inauguré le 25 mai 1878 et fut le premier parc public à être ouvert à Portsmouth. Il a été conçu par Alexander McKenzie. Il a une superficie totale d'environ 6 hectares et est planté d'arbres, d'arbustes et de fleurs. Le centre du parc comprend un espace clos qui abrite des animaux tels que des oiseaux, des lapins et des cobayes,,,,.
Le parc abrite également un certain nombre de monuments. Ceux-ci consistent principalement en obélisques, mais il en existe également un dans le style d'un temple chinois.